# Calbe
Calbe là một đô thị thuộc huyện Salzland, bang Saxony-Anhalt, Đức.